# Burleigh-Head-Nationalpark
Der Burleigh-Head-Nationalpark (engl.: Burleigh Head National Park) ist ein kleiner Nationalpark im Südosten des australischen Bundesstaates Queensland.

## Lage
Er liegt 81 Kilometer südöstlich von Brisbane in der Stadt Gold Coast. Trotz seiner geringen Größe von nur 27,6 Hektar enthält er eine große Zahl verschiedener Lebensräume. Der Tallebudgera Creek mündet unmittelbar südlich des Parks ins Meer.

## Geländeform
Das Vorgebirge stürzt steil zum Meer hin ab. Die Bildung des Kaps von Burleigh begann vor 23–25 Mio. Jahren. Damals war der Tweed-Vulkan noch aktiv. Die Basaltlava des Vulkans floss alle Täler herunter und schürfte sie aus. Die Täler oberhalb des Kaps von Burleigh waren ganz mit ausgehärtetem Sedimentgestein bedeckt. Entlang dem Tallebudgera Creek gibt es Felsplattformen und Sandstrände. An der Küste des Parks liegen schwarze Felsbrocken am Fuße der Klippen.
Das Kap war eine wichtige Kultstätte der Minjungbal, eines örtlichen Aboriginesstammes.

## Flora
Im Park finden sich Reste von Regen- und Mangrovenwald. Im Westteil dominiert Eukalyptuswald der Spezies "Brush Box" (Lophostemon confertus), "Forest Red Gum" (Eucalyptus tereticornis) und "Grey Ironbark" (Eucalyptus paniculata). An den Hängen Richtung Meer wachsen Sumpfkasuarinen (Casuarina glauca), einheimischer Hibiskus und Ameisenigel-Palmen. Es gibt auch Heide- und Grasland.

## Fauna
Im Park findet man Buschhühner, Brahmanenmilane, Seeadler und Koalas. Es gibt auch Buntwarane, Ameisenigel, Fuchskusus und Gewöhnliche Ringbeutler. Allfarbloris ernähren sich üblicherweise von Steinfruchtblüten im Park.

## Einrichtungen
Das Zelten ist im Park verboten. Der Nationalpark ist bei Wanderern und Joggern beliebt, weil er in einer relativ kühl-gemäßigten Klimazone liegt und großartige Ausblicke aufs Meer bietet. Es gibt dort zwei Wanderwege: Der Ocean View Circuit führt auf den Gipfel des 88 m hohen Hügels. Der Rainforest Circuit führt fast auf Meereshöhe um das Kap herum. Vom Park aus kann man auch Wale auf ihrer Wanderung beobachten.

## Zufahrt
Der Nationalpark ist über den Gold Coast Highway an der Süd- und Westseite des Parks zu erreichen. Es gibt auch ein Besucherzentrum.